# Christopher McVey
Christopher McVey, född 12 april 1997 i Sparsör, är en svensk fotbollsspelare som spelar för Major League Soccer-klubben San Diego FC. Han spelar oftast som högerback men kan även spela som mittback.
Hans äldre bror, Alexander McVey, har spelat för USA:s innebandylandslag.

## Karriär
McVeys moderklubb är Sparsörs AIK. Som 12-åring gick han till IF Elfsborg. McVey gjorde sin allsvenska debut den 1 oktober 2017 i en 5–2-förlust mot AIK, där han blev inbytt i den 82:a minuten mot Alex Dyer. I januari 2018 flyttades McVey upp i A-laget, där han skrev på ett tvåårskontrakt.
I mars 2019 lånades McVey ut till Dalkurd FF på ett låneavtal fram till 15 juli 2019. McVey tävlingsdebuterade för Dalkurd den 4 mars 2019 i en 3–1-förlust mot Hammarby IF i Svenska cupen, där han blev inbytt i den 70:e minuten mot Ferhad Ayaz. Den 31 mars 2019 gjorde McVey sin Superettan-debut i en match mot Östers IF där han blev utvisad efter fått två gula kort. I juli 2019 förlängdes hans låneavtal över resten av säsongen. Den 23 december 2019 förlängde McVey sitt kontrakt i Elfsborg fram över säsongen 2022.
Den 14 januari 2022 värvades McVey av Major League Soccer-klubben Inter Miami, där han skrev på ett treårskontrakt. Den 1 februari 2024 värvades McVey av ligakonkurrenten DC United. I december 2024 skrev han på ett tvåårskontrakt med option på ytterligare ett år med San Diego FC.